# خاویر گاندولفی
خاویر گاندولفی (انگلیسی: Javier Gandolfi؛ زادهٔ ۵ دسامبر ۱۹۸۰) بازیکن فوتبال اهل آرژانتین است.
از باشگاه‌هایی که در آن بازی کرده‌است می‌توان به باشگاه فوتبال ریور پلاته، باشگاه فوتبال آرسنال ساراندی، و باشگاه تیخوانا اشاره کرد.